# Sylligma cribrata
Sylligma cribrata är en spindelart som först beskrevs av Simon 1901.  Sylligma cribrata ingår i släktet Sylligma och familjen krabbspindlar.
Artens utbredningsområde är Etiopien. Inga underarter finns listade i Catalogue of Life.